# Lewia photistica
Lewia photistica är en svampart som beskrevs av E.G. Simmons 1986. Lewia photistica ingår i släktet Lewia och familjen Pleosporaceae.   Inga underarter finns listade i Catalogue of Life.